# His Majesty’s Pop Life/The Purple Mix Club
His Majesty’s Pop Life/The Purple Mix Club (englisch für Das Pop-Leben seiner Majestät / Der lila Mix Club) ist das dritte Promo-Kompilationsalbum des US-amerikanischen Musikers Prince, wobei er alle Songs arrangierte, komponierte und produzierte. Es erschien Ende 1985 bei dem Label Paisley Park / Warner Bros. Records und wurde in einer auf 500 Stück limitierten Doppel-LP nur in Japan veröffentlicht. Das Album umfasst neun Maxi-Singles und eine Singleversion aus den Jahren 1982 bis 1985.
Die Musik zählt zu den Genres Contemporary R&B, Elektronische Tanzmusik, Funk, Pop und Rock. Als Gastmusiker wirken Prince’ damalige Begleitband The Revolution und Sheila E. mit. Zudem sind Jill Jones und Susannah Melvoin als Gastsängerinnen zu hören.
Am 13. April 2019, drei Jahre nach Prince’ Tod, brachte The Prince Estate („Der Prince-Nachlass“) die Doppel-LP als Wiederveröffentlichung bei dem Label NPG Records heraus, diesmal in einer limitierten Auflage von weltweit 14.000 Exemplaren. Musikkritiker bewerteten die Doppel-LP im Jahr 1985 nicht und zeigten an der Wiederveröffentlichung nur sehr geringes Interesse. Aus kommerzieller Sicht konnte die Wiederveröffentlichung die Top-200 der US-Albumcharts erreichen.
Im Juli 2020 erschien His Majesty’s Pop Life/The Purple Mix Club auch auf CD, allerdings nur als Japan-Import.

## Entstehung
Nach Prince Sampler und Strange Tales from the Rain (beide 1984) ist His Majesty’s Pop Life/The Purple Mix Club das dritte Promo-Kompilationsalbum von Prince. Das Album wurde Ende 1985 veröffentlicht, nachdem im Oktober die Prince’ Single America von seinem Album Around the World in a Day ausgekoppelt wurde. Allerdings erschien His Majesty’s Pop Life/The Purple Mix Club nur in Japan und hatte eine Auflage von lediglich 500 Doppel-LPs.
Der am frühesten aufgenommene Song, den Warner Bros. Records auf His Majesty’s Pop Life/The Purple Mix Club platzierte, ist die Albumversion von 1999. Das Stück spielte Prince Mitte Juli 1982 in seinem privaten Tonstudio Kiowa Trail Home Studio in Chanhassen in Minnesota ein. Die Maxiversion Little Red Corvette (Dance Mix), die ursprünglich über zwölf Minuten lang war, nahm er am 7. Januar 1983 im Sunset Sound in Los Angeles in Kalifornien auf. Eine Woche später fügte er Overdubs hinzu und stellte die endgültige Version am 14. Januar fertig.
Im Jahr 1984 arbeitete Prince wieder mehrfach im Sunset Sound in Los Angeles und nahm dort am 19. und 20. Februar die Originalversion von Pop Life auf, die der „Extended Version“ entspricht; erst später kürzte er diese zu einer Album- und Singleversion. Vom 1. März bis zum 7. März spielte er When Doves Cry ein. Am 25. März nahm er Erotic City auf und mischte den Song am 4. April ab. Die Albumversion von America spielte Prince am 23. Juli im Flying Cloud Drive Warehouse in Eden Prairie in Minnesota ein, den „Special Dance Mix“ von Let’s Go Crazy produzierte er am 5. August im Sunset Sound. Die „Extended Version“ von I Would Die 4 U spielte Prince mit The Revolution und Sheila E. am 25. Oktober in der Arena Minneapolis Auditorium in Minnesota live ein und wurde von ihm am 7. Dezember 1984 in den Capitol Studios in Los Angeles fertiggestellt.
Anfang 1985 arbeitete Prince erneut im Sunset Sound und kreierte vermutlich am 8. Februar den Remix von Paisley Park, den „New Mix“ von Raspberry Beret produzierte er am 25. Mai.
Als am 13. April 2019 der jährliche Record Store Day stattfand, brachte The Prince Estate His Majesty’s Pop Life/The Purple Mix Club in seiner ursprünglichen Ausgabe erneut heraus. Diesmal war das Album weltweit auf 14.000 Exemplare limitiert.

## Gestaltung des Covers
Das Schallplattencover von der Doppel-LP ist als Klappcover gestaltet. Das Frontcover, das identisch mit dem von der am 10. Juli 1985 veröffentlichten Singleauskopplung Pop Life ist, zeigt den Oberkörper von Wendy Melvoin in surrealistischer Darstellung als weinende alte Frau mit weißen Haaren. Auf dem Rückcover sind ihre Beine in surrealistischer Form zu sehen, zudem ist die Tracklist des Albums abgedruckt. Die Bilder sind von dem Schallplattencover von Around the World in a Day entnommen, das Doug Henders (* 1957) gestaltet hatte.
Bei geöffnetem Klappcover ist in der Innenseite ein Foto von Prince und The Revolution bei einem Liveauftritt auf einer Bühne zu sehen, das aber nicht surreal dargestellt ist. Die Liedtexte sind weder bei der Doppel-LP noch bei der CD abgedruckt.
Das Booklet der CD-Ausgabe enthält eine von Masaharu Yoshioka erstellte „Prince Chronological“ mit Daten vom 7. Juni 1958 bis zum Juli 1985, die allerdings vollständig in japanischer Schrift zu lesen sind. Yoshioka ist ein japanischer DJ, Musikautor und Übersetzer, der auf Black Music spezialisiert ist.

## Musik
Die Musik ist verschiedenen Genres zuzuordnen; beispielsweise stammen die drei Songs 1999, Little Red Corvette (Dance Mix) und Erotic City aus dem Bereich Elektronische Tanzmusik. Pop Life (Extended Version) enthält eine Interpolation von Frère Jacques und ist aus dem Genre Funk, Raspberry Beret (New Mix) kann Popmusik und America Rockmusik zugeordnet werden.
Jill Jones wirkt als Gastsängerin in 1999 mit, Sheila E. in Erotic City. Zudem spielt sie auch Schlagzeug in Pop Life. Susannah Melvoin, Zwillingsschwester von Wendy Melvoin, übernahm in America die Backing Vocals.

## Titelliste und Veröffentlichungen
| A-1                                                             | Pop Life (Extended Version) a                            | 9:04  |
| A-2                                                             | America (Album Version) a                                | 3:42  |
| B-1                                                             | Raspberry Beret (New Mix) a                              | 6:36  |
| B-2                                                             | Paisley Park (Remix) a                                   | 7:00  |
| C-1                                                             | Let’s Go Crazy (Special Dance Mix) a                     | 7:35  |
| C-2                                                             | Little Red Corvette (Dance Mix)                          | 8:18  |
| C-3                                                             | 1999 (Album Version)                                     | 6:19  |
| D-1                                                             | I Would Die 4 U (Extended Version) a                     | 10:18 |
| D-2                                                             | Erotic City (Make Love Not War Erotic City Come Alive) a | 7:23  |
| D-3                                                             | When Doves Cry (Album Version)                           | 5:51  |
| Spieldauer: 72:18 min.                                          |                                                          |       |
| Autor aller Songs ist Prince a Autor: Prince and The Revolution |                                                          |       |

His Majesty’s Pop Life/The Purple Mix Club erschien Ende 1985 ausschließlich als Doppel-LP in einer auf 500 Stück limitierten Auflage, die nur in Japan veröffentlicht wurde. Am 13. April 2019 brachte The Prince Estate die Doppel-LP als Wiederveröffentlichung in den USA heraus, diesmal in einer auf weltweit 14.000 Exemplaren limitierten Auflage. Sowohl beim Originalalbum als auch bei der Wiederveröffentlichung beträgt die Abspielgeschwindigkeit von LP-1 wie bei Singles üblich 45 Umdrehungen, aber die von LP-2 wie bei herkömmlichen Langspielplatten üblich 33 ⅓ min. Am 8. Juli 2020 brachte The Prince Estate His Majesty’s Pop Life/The Purple Mix Club auch auf CD heraus, allerdings nur als Japan-Import.
Vier Maxiversion sind auch unter anderer Bezeichnung bekannt, unterscheiden sich aber nicht voneinander; Little Red Corvette (Dance Mix) ist identisch mit „Dance Remix“, Let’s Go Crazy (Special Dance Mix) mit „Extended Version“, I Would Die 4 U (Extended Version) mit „U.S. Remix“ und Raspberry Beret (New Mix) ist sowohl mit der „12" Version“ als auch mit dem „Extended Remix“ identisch.
Zu dem Song Pop Life existieren zwei unterschiedliche Maxiversionen; einmal der von Sheila E. gestaltete „Fresh Dance Mix“ in einer Länge von 6:19 Minuten sowie eine „Extended Version“, die 9:04 Minuten lang ist. Die Maxiversion auf His Majesty’s Pop Life/The Purple Mix Club ist zwar als „Fresh Dance Mix“ betitelt, was jedoch falsch ist – zu hören ist die längere „Extended Version“. Obwohl eine Maxiversion von America in einer Länge von 21:46 Minuten existiert, ist der Song in der Albumversion zu hören.
Bis auf Pop Life (Extended Version) und Paisley Park (Remix) waren alle Versionen von His Majesty’s Pop Life/The Purple Mix Club zuvor auch auf CD veröffentlicht worden; 1999 (Album Version) auf 1999, When Doves Cry (Album Version) auf Purple Rain und America (Album Version) auf Around the World in a Day. Die drei Maxiversionen von Little Red Corvette, Let’s Go Crazy und Raspberry Beret wurden auf Ultimate (2006) platziert, Erotic City und I Would Die 4 U sind auf Purple Rain Deluxe (2017) vorhanden.

### Singles
Abgesehen von Erotic City wurden alle Songs als Singles ausgekoppelt. Die jeweiligen Maxi-Singles erschienen am:
| Pop Life            | 10. Juli 1985      | 31. Juli 1985      |                            |
| America             | 2. Oktober 1985    | 2. Oktober 1985    |                            |
| Raspberry Beret     | 15. Mai 1985       | 19. Juni 1985      |                            |
| Paisley Park        | 24. Mai 1985       | 24. Mai 1985       |                            |
| Let’s Go Crazy      | 18. Juli 1984      | 29. August 1984    |                            |
| Little Red Corvette | 9. Februar 1983    | 9. Februar 1983    |                            |
| 1999                | 24. September 1982 | 24. September 1982 |                            |
| I Would Die 4 U     | 28. November 1984  | 19. Dezember 1984  |                            |
| Erotic City         | –                  | 29. August 1984    | B-Seite von Let’s Go Crazy |
| When Doves Cry      | 16. Mai 1984       | 13. Juni 1984      |                            |
| 10 Maxi-Singles     |                    |                    |                            |

### Musikvideos
Zu acht Songs existieren Musikvideos, von denen fünf in der jeweiligen Singleversion zu hören sind. Lediglich zu When Doves Cry ist ein Musikvideo in der Albumversion produziert worden, während die beiden Videos zu America und I Would Die 4 U in einer Liveversion zu sehen sind. Zu Erotic City und Pop Life wurden keine Musikvideos produziert.

### Coverversionen
Zu vier Songs existieren Coverversionen. 1999 wurde beispielsweise im Jahr 1992 von Gary Numan und 2005 von den Party Animals neu interpretiert. When Doves Cry coverten unter anderem 1997 Ginuwine und 2002 Patti Smith. Erotic City nahmen 2004 George Clinton und 2005 Berlin neu auf. America spielte Sheila E. 2017 neu ein. Von den Maxiversionen auf His Majesty’s Pop Life/The Purple Mix Club sind keine Coverversionen bekannt.

## Mitwirkende

### Musiker
Alle Songs wurden von Prince arrangiert, komponiert, produziert und vorgetragen. Zudem spielte er alle Musikinstrumente selbst ein, wobei folgende Personen die Aufnahmen ergänzten:
- Annette Atkinson – Kontrabass in Pop Life (Extended Version)
- Bobby Z. – Perkussion und Schlagzeug in America, I Would Die 4 U (Extended Version), Let’s Go Crazy (Special Dance Mix)
- Brad Marsh – Tamburin in America
- Brown Mark – Backing Vocals und E-Bass in America, I Would Die 4 U (Extended Version), Let’s Go Crazy (Special Dance Mix), Pop Life (Extended Version)
- David Coleman – Violoncello in Raspberry Beret (New Mix)
- Denyse Buffum – Bratsche in Pop Life (Extended Version)
- Dez Dickerson – Backing Vocals und Gitarrensoli in Little Red Corvette (Dance Mix); Co-Leadgesang in 1999
- Dr. Fink – Backing Vocals und Keyboard in America, I Would Die 4 U (Extended Version), Let’s Go Crazy (Special Dance Mix), Pop Life (Extended Version)
- Eddie Minnifield – Saxophon in I Would Die 4 U (Extended Version)
- Jill Jones – Co-Leadsängerin in 1999
- Jonathan Melvoin – Backing Vocals und Tamburin in Pop Life (Extended Version)
- Laury Woods – Bratsche in Pop Life (Extended Version)
- Lisa Coleman – Backing Vocals in Little Red Corvette (Dance Mix), Paisley Park (Remix), Raspberry Beret (New Mix); Backing Vocals und Keyboard in America, I Would Die 4 U (Extended Version), Let’s Go Crazy (Special Dance Mix), Pop Life (Extended Version); Co-Leadsängerin in 1999
- Marcy Dicterow-Vaj – Violine in Pop Life (Extended Version)
- Miko Weaver – Rhythmusgitarrist in I Would Die 4 U (Extended Version)
- Novi Novog – Violine in Paisley Park (Remix), Raspberry Beret (New Mix)
- Sheila E. – Co-Leadsängerin in Erotic City; Perkussion in I Would Die 4 U (Extended Version); Schlagzeug in Pop Life (Extended Version)
- Sid Page – Violine in Pop Life (Extended Version)
- Susannah Melvoin – Backing Vocals in Raspberry Beret (New Mix)
- Suzie Katayama – Violoncello in Raspberry Beret (New Mix)
- Tim Barr – Kontrabass in Pop Life (Extended Version)
- Wendy Melvoin – Akustische Gitarre und Backing Vocals in America, I Would Die 4 U (Extended Version), Let’s Go Crazy (Special Dance Mix), Paisley Park (Remix), Pop Life (Extended Version); Backing Vocals in Raspberry Beret (New Mix)

### Technisches Personal
- Prince – Mixing, Toningenieur
- Bernie Grundman – Mastering
- Dan Chapman – Fotoillustrationen
- David Leonard – Toningenieur
- David Tickle – Toningenieur
- David Z. Rivkin – Toningenieur
- Don Batts – Toningenieur-Assistenz
- Doug Henders – Schallplattencover-Malerei
- Kevin Gray – Lacquer Cut-Mastering der Vinyl-Ausgabe 2019
- Laura LiPuma – Albumdesign und Organisation
- Peggy McCreary – Toningenieurin
- Susan Rogers – Mixing, Toningenieurin
- Persönliches Management von Prince – Bob Cavallo, Joe Ruffalo, Steve Fargnoli

## Rezensionen
Im Jahr 1985 wurde His Majesty’s Pop Life/The Purple Mix Club von Musikkritikern nicht bewertet und im Jahr 2019 erwähnten einige Musikjournalisten zwar die Wiederveröffentlichung, gaben aber bis auf Stephen Thomas Erlewine von AllMusic keine Rezensionen ab. Dieser verteilte drei von fünf Sternen und beschrieb das Album als „Doppel-EP, deren besonderes Highlight erweiterte und alternative Mixe“ seien. Da „viele dieser exklusiven Remixe“ auf späteren Wiederveröffentlichungen wie beispielsweise Ultimate (2006) landeten, sei „diese spezielle Zusammenstellung“ von His Majesty’s Pop Life/The Purple Mix Club „vor allem für Sammler interessant“, zog Erlewine als Fazit.

## Kommerzieller Erfolg

### Chartplatzierungen
| ChartsChartplatzierungen       | Höchstplatzierung | Wochen |
| ------------------------------ | ----------------- | ------ |
| Vereinigte Staaten (Billboard) | 184 (1 Wo.)       | 1      |

Im Jahr 1985 konnte sich His Majesty’s Pop Life/The Purple Mix Club in den internationalen Hitparaden nicht platzieren. Die genannte Chartposition resultiert aus dem April 2019, als die Doppel-LP erneut veröffentlicht wurde. In anderen Ländern platzierte sich das Album nicht.

### Musikverkäufe
His Majesty’s Pop Life/The Purple Mix Club wurde weltweit über 14.500 Mal verkauft; 500 Exemplare im Jahr 1985 sowie 14.000 Exemplare im Jahr 2019. Über die CD-Absatzzahlen existieren keine Informationen.